# DeWayne Scales
DeWayne Jay Scales (Dallas, Texas, 28 de diciembre de 1958) es un exjugador de baloncesto estadounidense que jugó tres temporadas en la NBA, además de hacerlo en la liga española y en la CBA. Con 2,03 metros de estatura, jugaba en la posición de ala-pívot.

## Trayectoria deportiva

### Universidad
Jugó durante tres temporadas con los Tigers de la Universidad Estatal de Luisiana, en las que promedió 16,2 puntos y 8,7 rebotes por partido. En su primera temporada fue elegido novato del año de la Southeastern Conference, y en la última MVP del torneo de la conferencia. Además, en 1979 fue incluido en el mejor quinteto.

### Profesional
Fue elegido en la trigésimo sexta posición del Draft de la NBA de 1980 por New York Knicks, donde jugó una temporada completa, en la que promedió 4,9 puntos y 3,0 rebotes por partido. Pocos partidos después de que diera comienzo la temporada 1981-82 fue despedido. En diciembre de 1981 recalaría en el Real Club Náutico de Tenerife de la liga española.
Tras quedarse sin equipo, jugó en los Ohio Mixers y los Detroit Spirits de la CBA, regresando a la NBA con un contrato de diez días con los Washington Bullets, donde solo jugó dos partidos, anotando 6 puntos en total. Terminó su carrera en la CBA, con los Evansville Thunder, donde logró una de las mejores marcas de anotación en un partido de la historia de los playoffs de la competición, al conseguir 48 puntos ante los Spirits.

## Estadísticas de su carrera en la NBA

### Temporada regular
| Temporada | Edad | Equipo             | Liga | P  | TIT | MIN  | TC  | TCA | %TC  | 3P  | 3PA | %3P  | TL  | TLA | %TL  | R.OF. | R.DEF. | REB | ASIS | ROB | TAP | PER | FP  | PTS |
| 1980-81   | 22   | New York Knicks    | NBA  | 44 |     | 11.0 | 2.1 | 5.1 | .418 | 0.0 | 0.1 | .167 | 0.6 | 0.9 | .667 | 1.1   | 1.9    | 3.0 | 0.2  | 0.3 | 0.1 | 0.7 | 1.2 | 4.9 |
| 1981-82   | 23   | New York Knicks    | NBA  | 3  | 0   | 8.0  | 0.3 | 1.7 | .200 | 0.0 | 0.0 |      | 0.3 | 0.7 | .500 | 0.7   | 1.0    | 1.7 | 0.0  | 0.3 | 0.3 | 0.7 | 1.0 | 1.0 |
| 1983-84   | 25   | Washington Bullets | NBA  | 2  | 0   | 6.5  | 1.5 | 2.5 | .600 | 0.0 | 0.0 |      | 0.0 | 1.0 | .000 | 0.0   | 1.5    | 1.5 | 0.0  | 0.5 | 0.0 | 1.0 | 0.5 | 3.0 |
| Total     |      |                    | NBA  | 49 | 0   | 10.6 | 2.0 | 4.8 | .417 | 0.0 | 0.1 | .167 | 0.6 | 0.9 | .628 | 1.0   | 1.9    | 2.9 | 0.2  | 0.3 | 0.1 | 0.7 | 1.2 | 4.6 |